# راي سكوت
راي سكوت (بالإنجليزية: Ray Scott)‏ هو معلق رياضي أمريكي، ولد في 17 يونيو 1919، وتوفي في 23 مارس 1998.